# Воля-Мурована
Воля-Мурована (пол. Wola Murowana) — село в Польщі, у гміні Сіткувка-Новіни Келецького повіту Свентокшиського воєводства.
Населення — 496 осіб (2011).
У 1975-1998 роках село належало до Келецького воєводства.

## Демографія
Демографічна структура на день 31 березня 2011 року:
|          | Загалом | Допрацездатний вік | Працездатний вік | Постпрацездатний вік |
| -------- | ------- | ------------------ | ---------------- | -------------------- |
| Чоловіки | 248     | 50                 | 166              | 32                   |
| Жінки    | 248     | 56                 | 136              | 56                   |
| Разом    | 496     | 106                | 302              | 88                   |